# Hydratační reakce
Hydratační reakce je chemická reakce, při které se na molekulu substrátu naváže molekula vody. V organické chemii se voda váže na nenasycené uhlovodíky (alkeny a alkyny) a jejich deriváty. Tímto způsobem se průmyslově vyrábí ethanol, isopropylalkohol a butan-2-ol.

## V organické chemii

### Přeměna epoxidů na glykoly
Ročně se vyrobí několik milionů tun ethylenglykolu hydratací ethylenoxidu.
C2H4O + H2O → HO–CH2CH2–OH
Reakce probíhá v kyselém prostředí.

### Hydratace alkenů
Obecná rovnice hydratace alkenů vypadá takto:
R2C=CH2 + H2O/kyselina → R2C(OH)-CH3
Při hydrataci alkenů se na jeden uhlík tvořící dvojnou vazbu naváže hydroxylová skupina (OH−), zatímco na druhý se naváže proton (H+); tato reakce je značně exotermní. Nejprve alken zreaguje s protonem podle Markovnikovova pravidla, následně se molekula vody naváže na více substituovaný uhlík. Atom kyslíku se tím stane trojvazným a kladně nabitým. Další molekula vody odštěpí proton a přemění se na hydroniový kation (H3O+). Při reakci vzniká řada vedlejších produktů (například při výrobě ethanolu se také tvoří diethylether).
Při původním postupu alken reaguje s kyselinou sírovou za tvorby alkylsíranového esteru; u výroby ethanolu lze tento děj zapsat takto:
H2SO4 + C2H4 → C2H5-O-SO3H
Následně se síranový ester hydrolyzuje, přičemž se obnoví kyselina sírová a vznikne ethanol:
C2H5-O-SO3H + H2O → H2SO4 + C2H5OH
Tento postup se nazývá nepřímý proces.
Při přímém procesu kyselina protonuje alken a voda reaguje s takto vzniklým karbokationtem na alkohol. Tento způsob je jednodušší a tak se provádí častěji. Jako katalyzátor se používá kyselina fosforečná. Hydratace 1-methylcyklohexenu na 1-methylcyklohexanol probíhá podle této rovnice:
Existuje mnoho dalších postupů na výrobu alkoholů, jako jsou hydroboračně-oxidační reakce, Mukaijamova hydratace a redukce aldehydů a ketonů nebo biologická výroba kvašením.

### Hydratace ostatních substrátů
Hydratovat lze jakoukoliv sloučeninu obsahující násobné vazby. Acetylen se hydratuje za vzniku vinylalkoholu, který se tautomerizuje na acetaldehyd. Při této reakci se používají rtuťnaté katalyzátory. Hg2+ se naváže na vazbu C≡C, která následně reaguje s vodou:
H2O + C2H2 → CH3CHO
Nitrily se hydratují na amidy:
H2O + RCN → RC(O)NH2
Tímto způsobem se vyrábí akrylamid.
Aldehydy, a někdy i ketony, mohou být hydratovány za tvorby geminálních diolů. Reakce je obzvlášť výrazná u formaldehydu, který se ve vodných roztocích vyskytuje z velké části jako methandiol.
Podobnými reakcemi jsou hydroaminace (adice aminů) a hydroalkoxylace (adice alkoholů).

## V anorganické chemii
Hydratační reakce se využívají i v mnoha dalších procesech jako je například výroba Portlandského cementu, při které probíhají reakce oxidu vápenatého s oxidem křemičitým za účasti vody.
Na principu hydratace fungují desikanty.

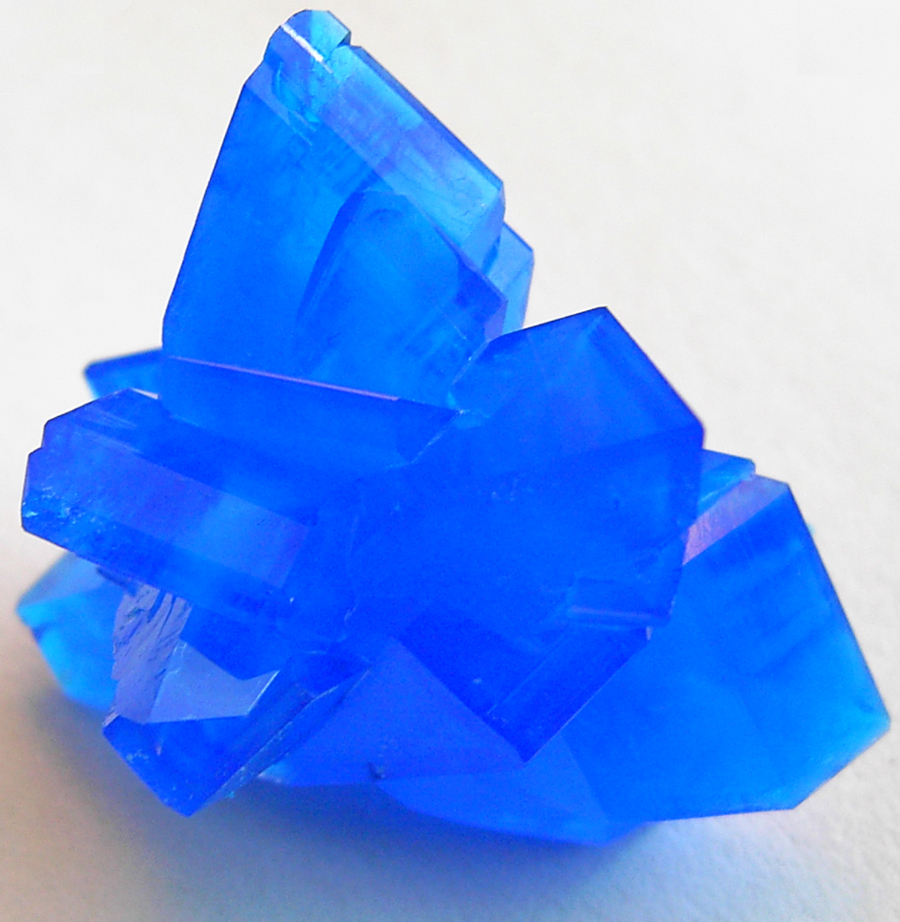
CuSO_{4}·5H_{2}O má modré zbarvení a jinou strukturu než příslušná bezvodá sůl

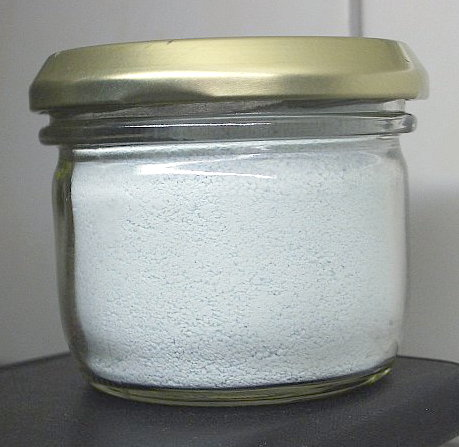
Bezvodý práškový CuSO_{4}